# Glenn Hysén
Glenn Ingvar Hysén (n. 30 octombrie 1959, Göteborg, Suedia) este un fost fotbalist suedez. A jucat la cluburi din Olanda, Italia și Anglia, având și 68 de convocări la echipa națională de fotbal a Suediei.